# Elizabeth Hamilton (1753-1797)
Lady Elizabeth Hamilton (Edimburgo, 26 gennaio 1753 – Londra, 14 marzo 1797) è stata una nobildonna scozzese, per matrimonio contessa di Derby.

## Biografia

### Infanzia

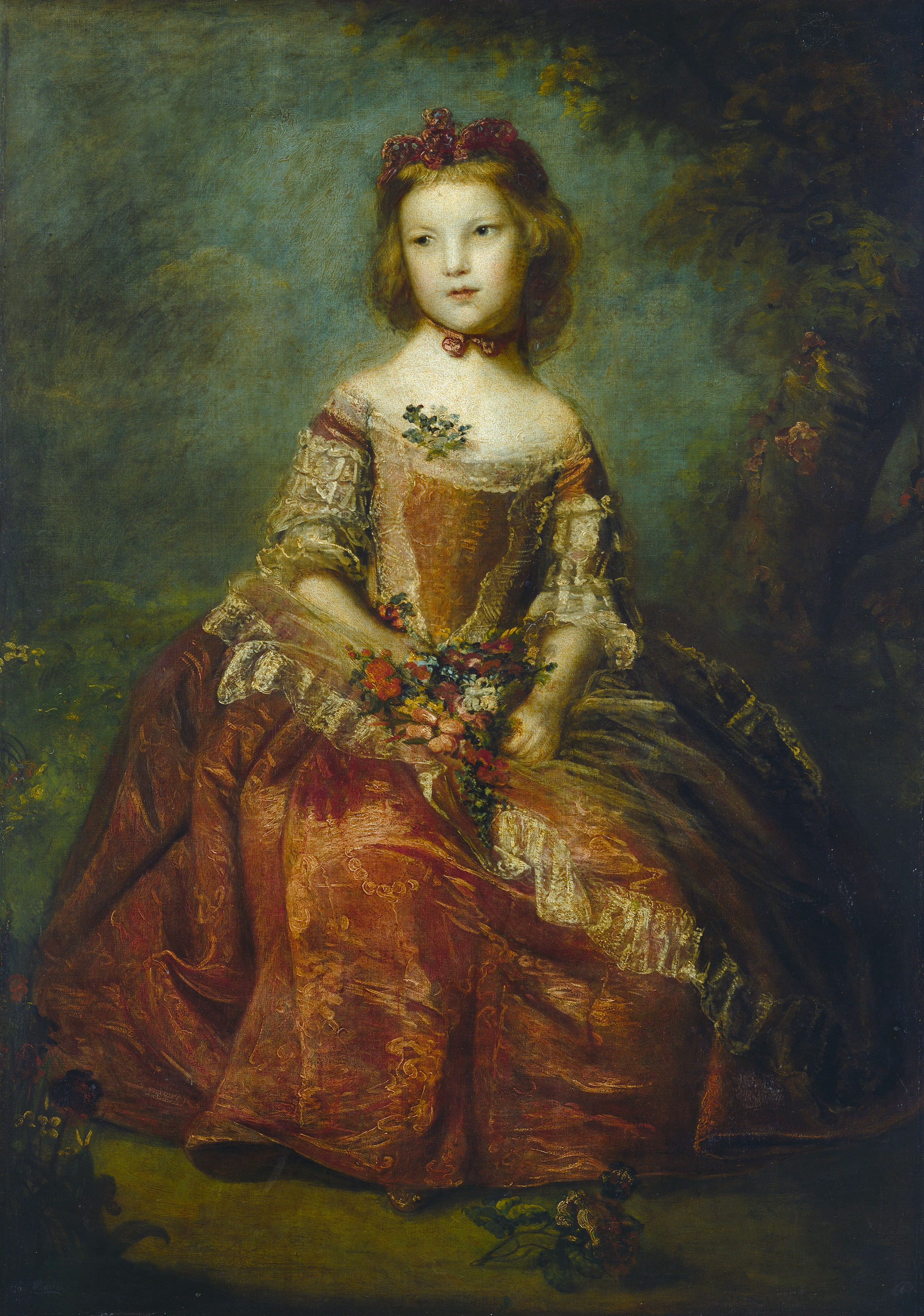
Elizabeth ritratta in giovane età da sir Joshua Reynolds nel 1758

Elizabeth era l'unica figlia dell'aristocratico e politico scozzese, James Douglas-Hamilton, VI duca di Hamilton (1724-1758) e di sua moglie Elizabeth Campbell, baronessa di Hameldon Hamilton (1734-1790), la figlia più giovane del colonnello John Barnaby Gunning e dell'On Bridget Bourke. Dopo la morte prematura di suo padre, sua madre sposò un anno dopo il feldmaresciallo John Campbell, V duca di Argyll (1723-1806).

### Matrimonio

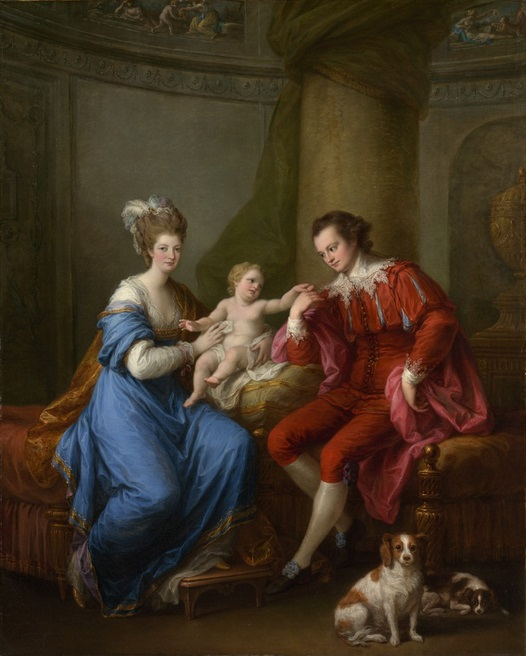
Edward Smith-Stanley, XII conte di Derby con la prima moglie Elizabeth ed i loro figli
Angelica Kauffman, Metropolitan Museum of Art

Il 23 giugno 1774, sposò a Londra, il politico Sir Edward Smith Stanley (1752-1834), figlio unico di Rt Hon James Smith-Stanley e Lucy Smith. Alla morte prematura del padre, suo marito ereditò, nel 1776 alla morte di suo nonno, Edward Stanley, XI conte di Derby, il titolo di Conte di Derby. Dal matrimonio, che era a detta di tutti infelice, nacquero tre figli.

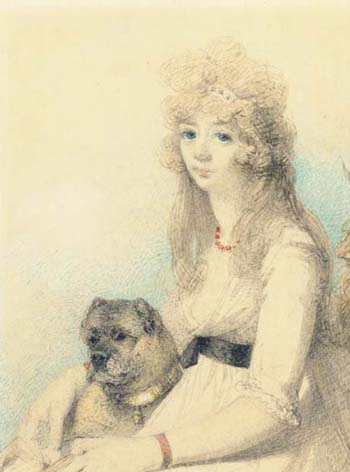
Lady Elizabeth Stanley ritratta da George Chinnery nel 1795 circa

All'inizio del 1795 Elizabeth lasciato il marito - con l'approvazione di re Giorgio III - dopo aspri litigi a causa del suo rapporto con la sua amante, l'attrice irlandese Elizabeth Farren (1759-1829). Due mesi dopo la sua morte, il marito sposò la sua amante.

### Morte

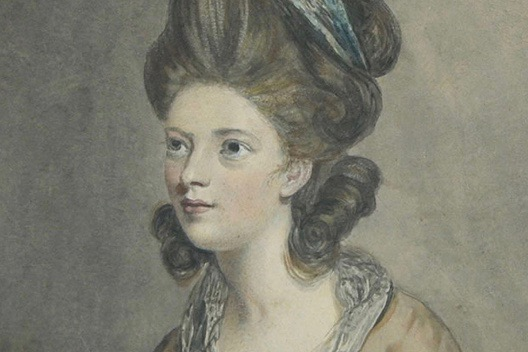
La Contessa di Derby in un disegno di Joshua Reynolds

Lady Elizabeth Hamilton Stanley morì il 14 marzo 1797 a Londra.

## Discendenza
Dal matrimonio tra Elizabeth e Edward Smith-Stanley, XII conte di Derby nacquero:
- Edward Smith-Stanley, XIII conte di Derby (1775-1851), sposò nel 1798 Charlotte Margaret Hornby;
- Charlotte (1776-1805), sposò nel 1796 Edmund Hornby;
- Elizabeth Henrietta (1778-1857), sposò nel 1795 Stephen Thomas Cole.

## Ascendenza
|                                     |               |                                         | Genitori                             |  |  | Nonni |  |  | Bisnonni                            |  |  | Trisnonni                           |  |
|                                     |               |                                         |                                      |  |  |       |  |  | James Hamilton, IV duca di Hamilton |  |  | William Douglas, I conte di Selkirk |  |
|                                     |               |                                         |                                      |  |  |       |  |  | James Hamilton, IV duca di Hamilton |  |  | William Douglas, I conte di Selkirk |  |
|                                     |               | Anne Hamilton, III duchessa di Hamilton |                                      |  |  |       |  |  | James Hamilton, IV duca di Hamilton |  |  |                                     |  |
| James Hamilton, V duca di Hamilton  |               |                                         |                                      |  |  |       |  |  | James Hamilton, IV duca di Hamilton |  |  |                                     |  |
|                                     |               | hon. Elizabeth Gerard                   | Digby Gerard, V barone Gerard        |  |  |       |  |  |                                     |  |  |                                     |  |
|                                     |               | hon. Elizabeth Gerard                   | Digby Gerard, V barone Gerard        |  |  |       |  |  |                                     |  |  |                                     |  |
|                                     |               | hon. Elizabeth Gerard                   | lady Elizabeth Gerard                |  |  |       |  |  |                                     |  |  |                                     |  |
| James Hamilton, VI duca di Hamilton |               | hon. Elizabeth Gerard                   |                                      |  |  |       |  |  |                                     |  |  |                                     |  |
|                                     |               | John Cochrane, IV conte di Dundonald    | John Cochrane, II conte di Dundonald |  |  |       |  |  |                                     |  |  |                                     |  |
|                                     |               | John Cochrane, IV conte di Dundonald    | John Cochrane, II conte di Dundonald |  |  |       |  |  |                                     |  |  |                                     |  |
|                                     |               | John Cochrane, IV conte di Dundonald    | lady Susanna Hamilton                |  |  |       |  |  |                                     |  |  |                                     |  |
| lady Anne Cochrane                  |               | John Cochrane, IV conte di Dundonald    |                                      |  |  |       |  |  |                                     |  |  |                                     |  |
|                                     |               | lady Anne Murray                        | Charles Murray, I conte di Dunmore   |  |  |       |  |  |                                     |  |  |                                     |  |
|                                     |               | lady Anne Murray                        | Charles Murray, I conte di Dunmore   |  |  |       |  |  |                                     |  |  |                                     |  |
|                                     |               | lady Anne Murray                        | Catherine Watts                      |  |  |       |  |  |                                     |  |  |                                     |  |
| lady Elizabeth Hamilton             |               | lady Anne Murray                        |                                      |  |  |       |  |  |                                     |  |  |                                     |  |
|                                     | Bryan Gunning | Barnaby Gunning                         |                                      |  |  |       |  |  |                                     |  |  |                                     |  |
|                                     | Bryan Gunning | Barnaby Gunning                         |                                      |  |  |       |  |  |                                     |  |  |                                     |  |
|                                     | Bryan Gunning | Sarah Geraghty                          |                                      |  |  |       |  |  |                                     |  |  |                                     |  |
| John Gunning                        | Bryan Gunning |                                         |                                      |  |  |       |  |  |                                     |  |  |                                     |  |
|                                     |               | Margaret Malone                         | …                                    |  |  |       |  |  |                                     |  |  |                                     |  |
|                                     |               | Margaret Malone                         | …                                    |  |  |       |  |  |                                     |  |  |                                     |  |
|                                     |               | Margaret Malone                         | …                                    |  |  |       |  |  |                                     |  |  |                                     |  |
| Elizabeth Gunning                   |               | Margaret Malone                         |                                      |  |  |       |  |  |                                     |  |  |                                     |  |
|                                     |               | Theobald Bourke, VI visconte Mayo       | Miles Bourke, V visconte Mayo        |  |  |       |  |  |                                     |  |  |                                     |  |
|                                     |               | Theobald Bourke, VI visconte Mayo       | Miles Bourke, V visconte Mayo        |  |  |       |  |  |                                     |  |  |                                     |  |
|                                     |               | Theobald Bourke, VI visconte Mayo       | Jane Bermingham                      |  |  |       |  |  |                                     |  |  |                                     |  |
| hon. Bridget Bourke                 |               | Theobald Bourke, VI visconte Mayo       |                                      |  |  |       |  |  |                                     |  |  |                                     |  |
|                                     |               | Mary Browne                             | John Browne                          |  |  |       |  |  |                                     |  |  |                                     |  |
|                                     |               | Mary Browne                             | John Browne                          |  |  |       |  |  |                                     |  |  |                                     |  |
|                                     |               | Mary Browne                             | hon. Maud Bourke                     |  |  |       |  |  |                                     |  |  |                                     |  |
|                                     |               | Mary Browne                             |                                      |  |  |       |  |  |                                     |  |  |                                     |  |